# Trithemis brydeni
Trithemis brydeni là một loài chuồn chuồn ngô thuộc họ Libellulidae. Nó được tìm thấy ở Botswana và Zambia. Các môi trường sống tự nhiên của chúng là sông và đầm nước ngọt.